# Fonók
Fonók je debutové album českého hudebního dua DVA. Vyšlo 30. září 2008 u labelu Indies Scope (ve formě downloadu bylo k dispozici již 18. září). Fonók je označován za jednu z nejvýraznějších českých desek toho roku. Na nahrávání alba se podílel berlínský hudební producent jayrope.
Písnička Pingu Hop vyšla i na sampleru Bongo BonBoniéra (2010).

## Ocenění
- Nominace na Žánrovou cenu Anděl 2008 v kategorii „Album roku – alternativní scéna“.
- 34. místo z 850 alb v renomovaném žebříčku World Music Charts Europe za rok 2009[3] (5. místo pro měsíc červen[4] a 12. místo pro měsíc červenec[5]).
- Album srpna 2009 v žebříčku hudebního redaktora BBC Charlieho Gilletta.[6]
- 4. místo v žebříčku „Top 25 česko-slovenských alb dekády“ na Musicserver.cz.[7]
- 1. místo za animovaný klip k písni Nunovó tango (režie: Jaromír Plachý) na mezinárodním festivalu animovaných filmů Anifilm v Třeboni 2010.

## Seznam písní
1. Mikrotango – 00:39
2. Nunovó Tango – 03:27
3. Kisma Ajoas – 03:14
4. Három Kérom – 02:45
5. Francé Trancé – 02:56
6. Krieliškaj – 04:04
7. Dua Dua – 03:17
8. Pingu Hop – 04:07
9. Nanuk – 02:24
10. Labalibe – 03:26
11. Disko Cirkús – 03:41
12. Fin – 03:34
13. Valz Liepája – 03:01
14. Bádalisk – 02:16
15. Strenge – 02:22

## Obsazení
- ONA (Bára Kratochvílová) – zpěv, saxofon, klarinety, megafon, hračky
- ON (Jan Kratochvíl) – kytara, banjo, beatbox, zpěv, smyčky (looping), radiosampling